# Михалёво 2
Михалёво 2 (бел. Міхалёва 2) — деревня в составе Бортниковского сельсовета Бобруйского района Могилёвской области Республики Беларусь.

## Население
- 1999 год — 87 человек
- 2010 год — 59 человек